# Bandera d'Òrrius
La bandera oficial d'Òrrius té la següent descripció:
Bandera apaïsada, de proporcions dos d'alt per tres de llarg, blau clar, amb una aspa plena blanca de gruix 1/8 de l'alçària del drap i dues palmes grogues, cadascuna d'alçària 1/2 de la del drap i amplària 1/12 de la llargària del mateix drap, la primera centrada a 1/16 de la vora de l'asta i la segona centrada a 1/16 de la vora del vol.
Va ser aprovada el 16 de març de 2005 i publicada en el DOGC el 19 d'abril del mateix any amb el número 4366.